# Noumea closei
Noumea closei is een zeenaaktslak die behoort tot de familie van de Chromodorididae. Deze slak komt voor langs de kusten van Tasmanië, op een diepte tot 12 meter.
De slak is geel gekleurd, met een doorzichtige mantelrand. Her en der komen er lichtoranje tot lichtbruine vlekjes voor, gelegen nabij de mantel rand van de slak. De kieuwen en de rinoforen zijn eveneens doorzichtig. Ze wordt, als ze volwassen is, zo'n 5 tot 16 mm lang. Ze voeden zich met sponzen.